# یامادا سوبی

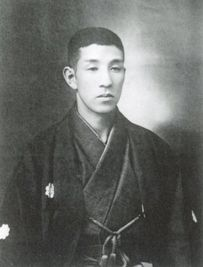
یامادا سوبی

یامادا سوبی (به انگلیسی: Yamada Sōbi) یک هنرمند متالورژیک ژاپنی بود (زاده ۲۳ دسامبر ۱۸۷۱ - درگذشته ۱۵ مارس ۱۹۱۶).

## زندگی‌نامه
او در کاگا، ایشیکاوا به دنیا آمد. نام او چوزابرو بود. او پسر یامادا مونیمیتسو (?-۱۹۰۸)، یک اسلحه‌ساز نسل نهم، که چکش‌کاری فلز را در استودیو مدرسه میوچین آموخت.
او یک فناوری اختصاصی ابداع کرد که گلدان‌های سه‌بعدی و مجسمه‌های آکیمونو را از یک تکه صفحه آهنی بیرون می‌آورد. او در این فناوری استادکار شد و در نمایشگاه خرید لوئیزیانا در سنت لوئیس در سال ۱۹۰۴ به نمایش گذاشته شد و در آنجا برنده جایزه شد. او قبل از مرگ در سن ۴۴ سالگی نامزد دریافت یک هنرمند خاندان سلطنتی شد.
یکی از شاگردان او سوسی کوروس (۱۹۴۴–۱۸۸۶) و شاگرد او سوکیو یاماشیتا (متوفی ۱۹۷۵) بود که به نوبه خود هیچ شاگردی نداشت. هنر این که یامادا چگونه توانست کارهایش را کامل کند از بین رفت. آثار او قیمت بالایی دارند و توسط موزه‌ها و مالکان خصوصی جمع‌آوری می‌شوند. یک گلدان آهنی تخم‌مرغی با گردن کوتاه برآمده، نقش‌برجسته کم با چکش‌کاری ریز که طرح حواصیل در آب و نی‌زار را داشته و با حدود ۳۸٫۷ سانتی‌متر ارتفاع در حراجی توسط کریستیز در آوریل ۲۰۱۶ به قیمت ۳۰۰۰۰ دلار به فروش رسید.